# Boualong Boungnavong
Boualong Boungnavong   (3 de juny de 1959) va ser velocista laosiana. Va competir en els 200 metres femenins als Jocs Olímpics d'Estiu de 1980.